# Митар Новаковић
Митар Новаковић (Лукићево код Зрењанина, 19. април 1946) српски је универзитетски професор и биолог. Новаковић је по образовању доктор биолошких наука. Он је ректор Универзитета у Источном Сарајеву и бивши министар науке и културе Републике Српске.

## Живот
Рођен је у Лукићеву код Зрењанина. Дипломирао је на Природно-математичком факултету у Сарајеву 1969, магистрирао на Медицинском факултету у Тузли 1981, а докторирао на Природно-математичком факултету у Сарајеву 1986. Докторирао је на тему „Цирогенетичка испитивања мутагених ефеката у хромосомским гарнитурама радника хемијске индустрије“. Године 1978. је постао асистент, 1981. доцент, затим 1986. ванредни професор, а 1991. редовни професор. Бави се истраживачким радом у области антропологије, мутагенезе и канцерогенезе. Члан је уређивачког одбора часописа „Гласник антрополога Србије“ које издаје Друштво антрополога Србије и члан председништва друштва АД Србије. Обавља функцију председника Антрополошког друштва Републике Српске.
За министра науке и културе Републике Српске је изабран 12. јануара 2001. године. Ради као редовни професор и обавља дужност ректора Универзитета у Источном Сарајеву.

## Одабрана дјела
- Практикум за биологији са хуманом генетиком, Новаковић М, Видовић С, Медицински факултет Бања Лука (1996, 1998, 2000, 2003)
- Основи биологије за студенте и наставнике разредне наставе, Видовић С, Новаковић М, Завод за уџбенике и наставна средства Републике Српске, Источно Сарајево (2007)
- Основи науке о понашању, Новаковић М, Пертовић Н, Јовановић Д, Марић С, ИП Младост, Бијељина (2010)
- Хумана генетика, Кулић М, Станимировић З, Ђелић Н, Новаковић М, Медицински факултет Фоча, Фоча (2010)